# Freda Dudley Ward
Freda Dudley Ward (Winifred May, markýza de Casa Maury, rozená Birkinová; 28. července 1894 – 16. března 1983) byla anglická prominentka a milenka prince z Walesu, budoucího krále Eduarda VIII.

## Život
Winifred „Freda“ May Birkinová se narodila jako druhé dítě a nejstarší ze tří dcer britského plukovníka Charlese Wilfreda Birkina a jeho americké manželky Claire Lloyd Birkinové (rozená Howeová).
Freda byla v letech 1918 až 1934 milenkou prince z Walesu, než se zamiloval do Wallis Simpsonové. Vztah mezi princem z Walesu a vdanou Wardovou byl v aristokratických kruzích veřejným tajemstvím. Winston Churchill v roce 1927, když s nimi cestoval vlakem, zpozoroval: „Na prince a Fredu je docela žalostný pohled. Jeho zamilovanost je tak očividná a nepřehlédnutelná“.

### Manželství
- 9. července 1913 se Freda provdala za Williama Dudley Warda, liberalistického poslance za Southampton. Měli spolu dvě dcery. Příjmení manželovy rodiny znělo 'Ward', ale 'Dudley Ward' se stalo jejich běžně užívaným příjmením. Rozvod se konal na základě cizoložství v roce 1931.
- 20. října 1937 se provdala za Pedra Jose Isidra Manuela Ricarda Monese, markýze de Casa Maury. Od roku 1938 pár sídlil v St John's Wood, Londýn, 58 Hamilton Terrace. V roce 1954 se rozvedli.

### Potomci
- Penelope Ann Rachel Dudley Wardová (1914–1982) byla anglická herečka, později Lady Reed, známá jako Pempie, která se poprvé provdala v roce 1939 (rozvod 1944) za herce, scenáristu, producenta a režiséra Anthonyho Pelissiera, s nímž měla dceru. Podruhé se provdala v roce 1948 za režiséra Carola Reeda, s nímž měla syna.
  - Tracy Reedová (1942–2012, rozená Clare Pelissierová), herečka; poprvé se provdala za herce Edwarda Foxe, který hrál postavu Eduarda VIII. v televizním seriálu Edward & Mrs. Simpson. Tracy s ním měla jednu dceru. Poté se vdala ještě třikrát.
  - Max Reed (n. 1948)
- Claire Angela Louise Dudley Wardová (1916–1999), později Lady Laycock, nebo Angie, v roce 1935 se provdala za generálmajora sira Roberta Laycocka, se kterým měla dva syny a tři dcery. Jedním z jejích synů byl:
  - Joseph William Peter Laycock (Joe Laycock) (1938–1980), který se oženil s herečkou Lucy Flemingovou, neteří spisovatele Iana Fleminga, tvůrce Jamese Bonda.

## Odkaz
Její portrét od umělce Johna Singera Sargenta se v roce 2016 objevil v britském televizním seriálu Antiques Roadshow.